# South Fork Payette River
Der South Fork Payette River ist der linke Quellfluss des Payette River im Osten des US-Bundesstaates Idaho.

## Flusslauf
Der Fluss hat seinen Ursprung in einem namenlosen See in der Sawtooth Range auf einer Höhe von etwa 2680 m. Am Oberlauf befinden sich die kleinen Bergseen Vernon Lake, Edna Lake und Virginia Lake. Der South Fork Payette River strömt anfangs 32 km in nordwestlicher Richtung, bevor er sich nach Westen wendet. Der Idaho State Highway 21, die Ponderosa Pine Scenic Route, verläuft 37 km entlang dem Flusslauf bis nach Lowman. Der Deadwood River mündet kurz darauf rechtsseitig in den Fluss. Später trifft der Middle Fork Payette River, ebenfalls von Norden kommend, auf den Fluss. Dieser vereinigt sich nahe Banks mit dem North Fork Payette River zum Payette River. Der 130 km lange South Fork Payette River entwässert ein Areal von etwa 3100 km². Der mittlere Abfluss des South Fork Payette River am Pegel Lowman beträgt 24 m³/s. Mai und Juni sind die abflussstärksten Monate.